# Hybauchenidium cymbadentatum
Hybauchenidium cymbadentatum är en spindelart som först beskrevs av Crosby och Bishop 1935.  Hybauchenidium cymbadentatum ingår i släktet Hybauchenidium och familjen täckvävarspindlar. Inga underarter finns listade i Catalogue of Life.